# Victoria Petreanu
Victoria Ștefania Petreanu (n. 21 ianuarie 2003, Constanța, România) este o canotoare română, medaliată cu aur olimpic la Paris 2024.

## Carieră
Sportiva este legitimată la CS Dinamo București. După mai multe medalii la juniori, a debutat în 2022 la seniori. În calitate de cârmaci a devenit campioană europeană în 2023 și 2024 în proba de 8+1.
În anii 2022 și 2023 a devenit campioană mondială cu echipajul de 8+1. La Jocurile Olimpice de la Paris din 2024 a cucerit medalia de aur în proba de 8+1.
În 2024 ea a primit Ordinul Meritul Sportiv clasa I.